# Rieseby

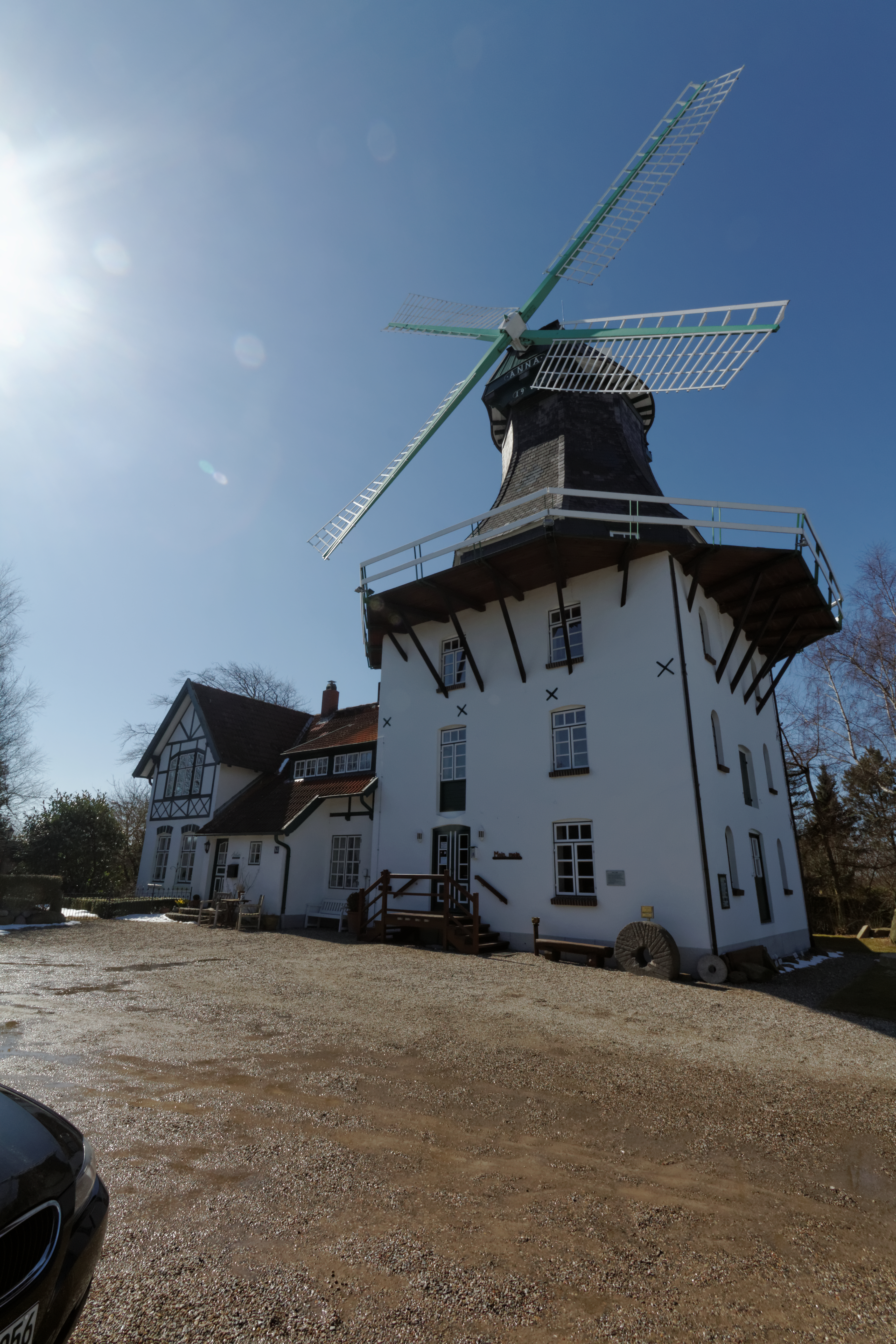
Windmill "Anna"

Rieseby é um município da Alemanha, localizado no distrito de Rendsburg-Eckernförde, estado de Schleswig-Holstein.